# Kraftwerk 2
Kraftwerk 2 je druhé studiové album německé skupiny Kraftwerk. Jeho nahrávání probíhalo ve Star Musik Studiu v německém Hamburku v období 26. září až 1. října 1971. Album vyšlo v lednu 1972

## Seznam skladeb
| Strana 1 | Strana 1    | Strana 1 |
| Pořadí   | Název       | Délka    |
| -------- | ----------- | -------- |
| 1.       | Kling-Klang | 17:36    |
| 2.       | Atem        | 2:57     |

| Strana 2       | Strana 2       | Strana 2 |
| Pořadí         | Název          | Délka    |
| -------------- | -------------- | -------- |
| 1.             | Strom          | 3:52     |
| 2.             | Spule 4        | 5:20     |
| 3.             | Wellenlänge    | 9:40     |
| 4.             | Harmonika      | 3:17     |
| Celková délka: | Celková délka: | 42:42    |

## Sestava
- Ralf Hütter – varhany, elektrické piano, baskytara, xylofon, harmonika
- Florian Schneider-Esleben – flétna, housle kytara, xylofon, efekty